# Marcos Serrano

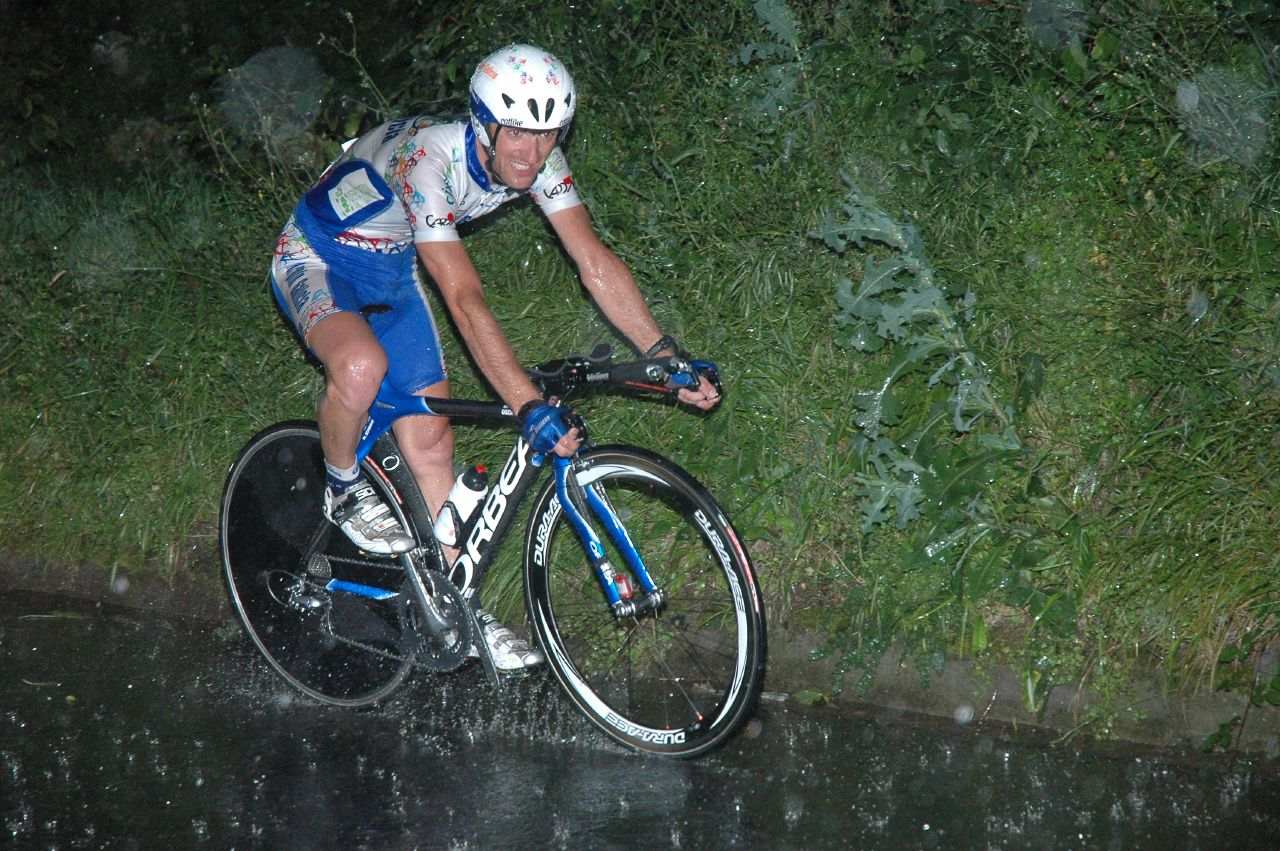

Marcos Antonio Serrano Rodriguez (Chapela, 8 september 1972) is een Spaans voormalig wielrenner.

## Belangrijkste overwinningen
1998
- Clásica a los Puertos de Guadarrama

1999
- 5e etappe Ronde van Galicië
- Eindklassement Ronde van Galicië

2000
- 1e etappe Ronde van Catalonië (Ploegentijdrit)

2000
- 1e etappe Ronde van Catalonië (Ploegentijdrit)
- Eindklassement Ronde van Castilië en Leon

2004
- Milaan-Turijn

2005
- 18e etappe Tour de France

## Resultaten in voornaamste wedstrijden
| Jaar | Ronde van Italië | Ronde van Frankrijk | Ronde van Spanje |
| ---- | ---------------- | ------------------- | ---------------- |
| 1994 |                  |                     | 41e              |
| 1995 |                  |                     | 11e              |
| 1996 |                  |                     | 11e              |
| 1997 | 8e               |                     | 8e               |
| 1998 |                  | opgave              | 10e              |
| 1999 |                  | 25e                 | 34e              |
| 2000 |                  | opgave              |                  |
| 2001 |                  | 9e                  | opgave           |
| 2002 |                  | 33e                 | 38e              |
| 2003 |                  | 68e                 | 14e              |
| 2004 |                  | 54e                 | 12e              |
| 2005 |                  | 40e (1)             | 18e              |
| 2006 | opgave           |                     |                  |

| Jaar | Milaan-San Remo | Ronde van Vlaanderen | Amstel Gold Race | Luik-Bast.‑Luik | Ronde van Lombardije | Waalse Pijl | Clásica San Sebastián |  | WK op de weg |
| ---- | --------------- | -------------------- | ---------------- | --------------- | -------------------- | ----------- | --------------------- |  | ------------ |
| 1994 |                 |                      |                  |                 |                      |             |                       |  |              |
| 1995 | 111e            | 68e                  |                  | 49e             |                      | 23e         |                       |  |              |
| 1996 | 131e            |                      | 13e              |                 |                      |             | 159e                  |  |              |
| 1997 | 94e             |                      |                  |                 |                      |             |                       |  | 77e          |
| 1998 | 119e            |                      |                  |                 |                      |             |                       |  |              |
| 1999 |                 |                      |                  |                 |                      |             |                       |  |              |
| 2000 |                 |                      |                  |                 |                      |             |                       |  |              |
| 2001 |                 |                      |                  | 7e              |                      | 14e         |                       |  |              |
| 2002 |                 |                      |                  | 12e             |                      | 12e         | 44e                   |  |              |
| 2003 |                 |                      | 29e              | 71e             | 21e                  | 46e         | 116e                  |  | 63e          |
| 2004 |                 |                      | 19e              | 31e             | 44e                  | 8e          | 4e                    |  | 15e          |
| 2005 |                 |                      | 108e             | 102e            | 28e                  | 118e        |                       |  | 22e          |
| 2006 |                 |                      | 98e              | 102e            |                      | 143e        |                       |  |              |